# Euphoria kerni
Euphoria kerni är en skalbaggsart som beskrevs av Samuel Stehman Haldeman 1852. Euphoria kerni ingår i släktet Euphoria och familjen Cetoniidae. Inga underarter finns listade i Catalogue of Life.